# Matilda av Habsburg
Matilda av Habsburg, död 1304, var hertiginna av Pommern som gift med Ludvig III av Bayern. 
Hon var regent som förmyndare för sin son Ludvig IV av Bayern 1294-1301.